# Échelle 0

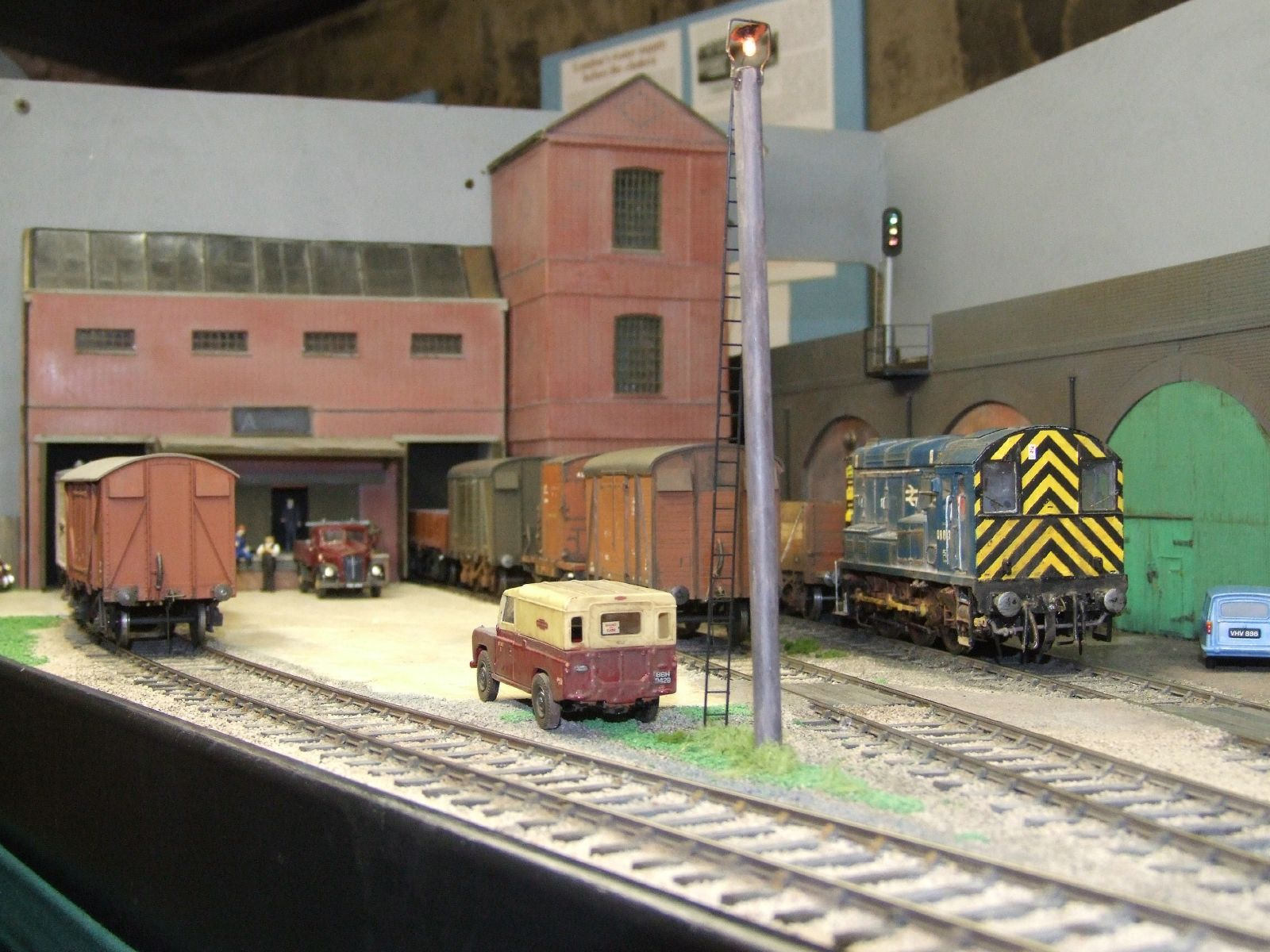
Maquette à l'échelle 0 au Kew Bridge Steam Museum à Brentford.

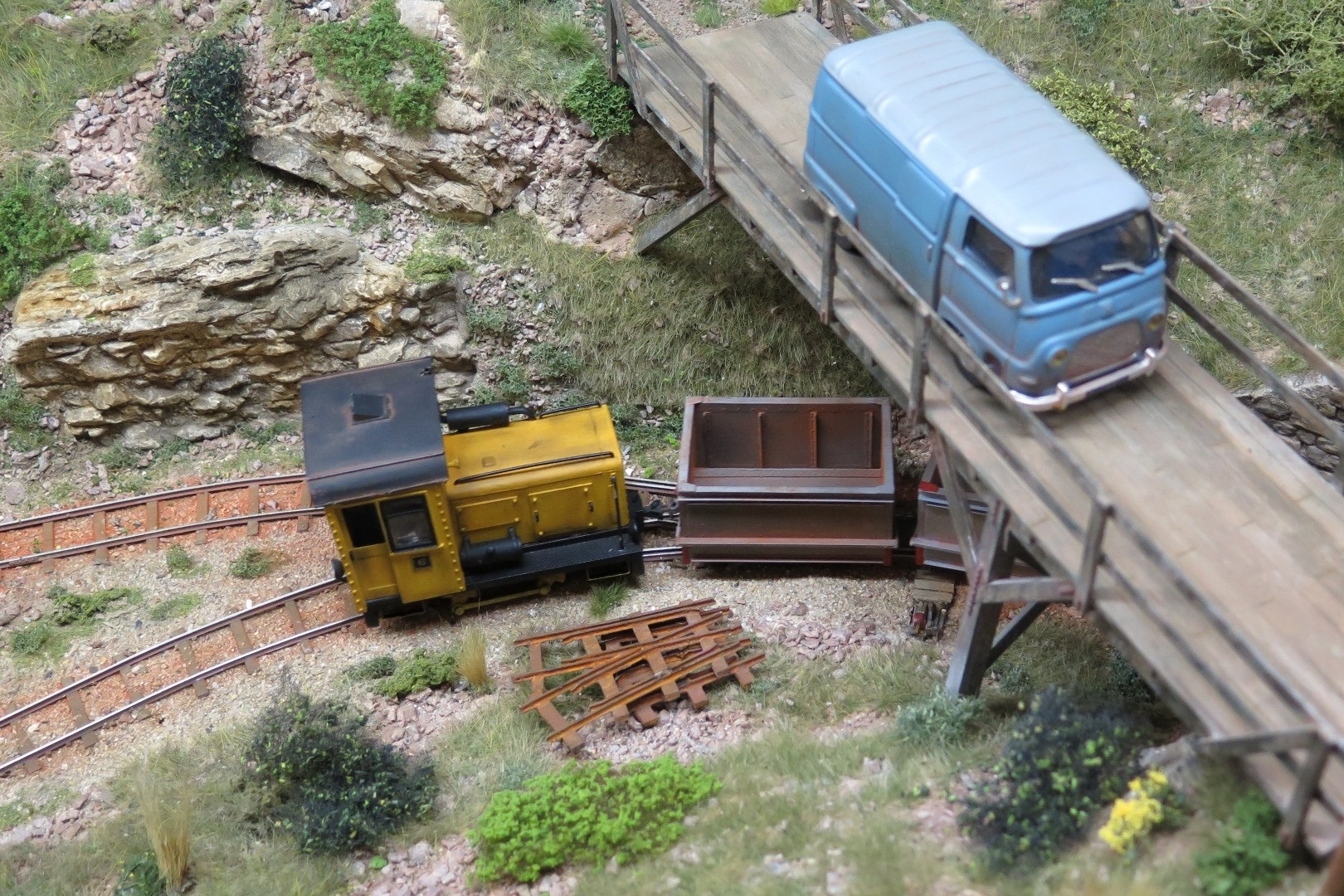
Réseau en voie Decauville 0-14

L'échelle 0 (échelle Zéro) est une échelle utilisée pour les trains miniatures.
L'échelle est le 1/43,5e en Royaume-Uni, le 1/43,5e et le 1/45e en Europe continentale et le 1/48e aux Amérique du Nord, mais l'écartement des rails pour l'écartement standard reste le même dans le monde entier à 32 mm.
| Échelle     | Voie                | Écartement modélisme | Écartement vraie grandeur                                       |
| ----------- | ------------------- | -------------------- | --------------------------------------------------------------- |
| 0           | Écartement standard | 32 mm                | 1435 mm                                                         |
| 0m (0-22,5) | Voie métrique       | 22,5 mm              | 900 mm, 950 mm, 1000 mm et 1067 mm                              |
| 0e (0-16,5) | Voie étroite        | 16,5 mm              | 750 mm, 760 mm et 800 mm                                        |
| 0-14        | Voie Decauville     | 14 mm                | Voie Decauville 600 mm (et 2 pieds, 610 mm) exacte de l'échelle |
| 0f (0-12)   | Faible écartement   | 12 mm                | 500 mm, 600 mm et 610 mm                                        |

## Échelle 0m (échelle 0-22,5)

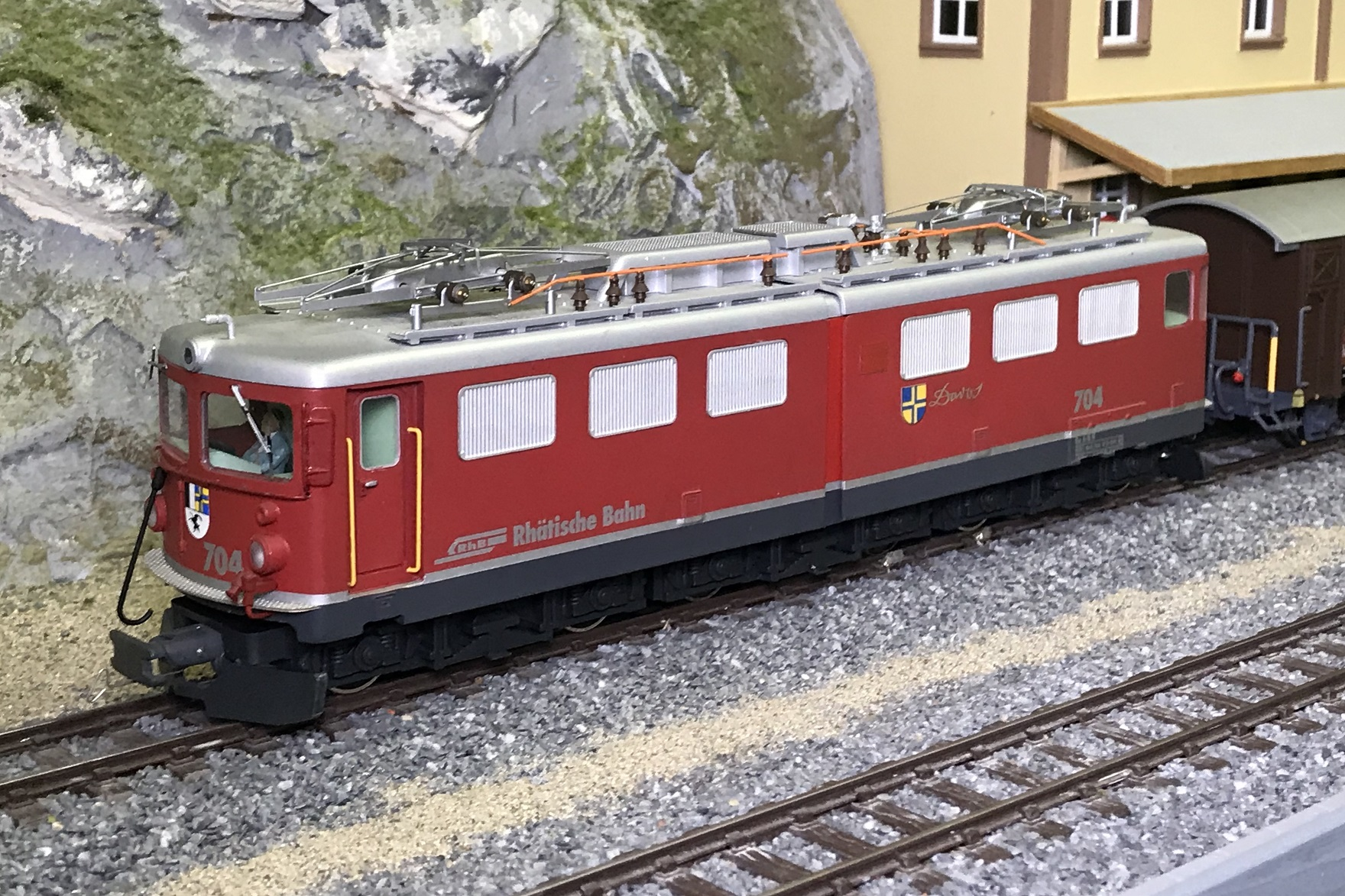
Échelle 0m (échelle 0-22,5), modèle réduit à l'échelle 1:45 de la Ge 6/6 II 704 des RhB à partir d'éléments de l'ancienne FAMA-Alpenbahn et de Lang Modellbau, 2019

L'échelle 0m (échelle 0-22,5) regroupe les écartements réels de 850 à 1250 mm et, avec elle, la voie métrique en modèle réduit. Ceci aussi bien pour les trains miniatures à l'échelle 1:43,5 que à l'échelle 1:45. Les modélistes ferroviaires à voie métrique utilisent généralement l'échelle 0m avec un écartement de 22,5 mm. Le point de départ est constitué par les normes NEM relatives à l'échelle 0m, apparues à la fin des années 1950. 
À partir du milieu des années 1980 et jusque dans les années 2010, l'échelle 0m (échelle 0-22,5) était populaire dans l'espace alpin. Ceci après que la société des frères Matter ait initié en 1985 un programme complet de trains alpins, sous la marque FAMA Alpenbahn, à des prix avantageux. En 1988, elle a vendu ce programme à l'entreprise UTZ. Après de nouvelles ventes de la branche de produits correspondante, associées à la délocalisation de la production, la part de marché n'a cessé de diminuer. L'échelle 0m, avec un écartement de 22,5 mm, est cependant toujours très répandue, par exemple sur les réseaux des associations suisses de modélisme ferroviaire.